# Sándor György (lelkész)
Sándor György (1776 körül – Eperjes, 1866) evangélikus lelkész és tanár.

## Életútja
A Radvánszky-féle alapítvány következtében 1810. november 28-tól a sárospataki református gimnázium felső osztályaiban mint hitoktató volt alkalmazva, egyszersmind a német, francia és latin irodalmat is tanította. Öt év mulva (1815.) a lőcsei gimnáziumhoz ment át, ahol a költészet tanára és a szlovák tanulók hitoktatója volt. 1832-ben már Lajosfalván (Sáros megye) hirdette az Isten igéjét. Meghalt 1866-ban Eperjesen 90 éves korában.

## Munkái
- Carmen onomasticum, quod Dno Alexandro Kövy obtulit. S.-Patakini, 1815.
- Poesis metrica et poematica... conscripta ab anno 1815. usque 1824. Loco manuscripti edita. Leutschoviae.

## Forrás
- Szinnyei József: Magyar írók élete és munkái XII. (Saád–Steinensis). Budapest: Hornyánszky. 1908.